# Ermita de Nuestra Señora de la Coronada (Calañas)
La Ermita de Nuestra Señora de la Coronada es un templo católico ubicado en Sotiel Coronada, en el término municipal de Calañas. Se sitúa a las afueras de la población, junto al río Odiel y frente a la Ermita de Santa María de España.
El edificio esta realizado en ladrillo y su primitiva fábrica mudéjar fue remodelada en el siglo XVI. En este momento se data la fachada del hastial. El interior de una sola nave con cuatro tramos separados por arcos apuntados transversales que sostienen el tejado de madera a dos aguas. Tras un arco de medio punto se encuentra el presbiterio abovedado, al que se adosó un camarín en el siglo XX. Lo ocupa la imagen de la Virgen de la Coronada, patrona de Calañas. Sustituye a una imagen del siglo XVIII que, a su vez, albergaba en su interior a la primitiva talla medieval. Ambas fueron destruidas durante la Guerra Civil. El presbiterio se adorna con pinturas murales barrocas muy deterioradas y azulejos de los siglos XVII y XVIII en las contrahuellas de sus escalones.
El edificio se completa con la sacristía y la casa del ermitaño y se rodea por un porche porticado.
Las localidades de Calañas y Valverde se disputaron la posesión del santuario, pleito que no se cerró hasta el siglo XIX.